# Ágostháza
Ágostháza (1899-ig Wellbach, szlovákul: Bystrany, korábban Veľbachy, németül: Eulenbach/Wellbach) község Szlovákiában, a Kassai kerület Iglói járásában.

## Fekvése
Iglótól 16 km-re keletre, a Hernád bal oldalán fekszik.

## Története
1268-ban „Ewlwnbach” néven említik először. 1298-ban „Vlenbach” néven bukkan fel a forrásokban. Egyike volt a 24 szepesi királyi birtokban állt településnek. 1465-ben a szepesi váruradalom része. A 16. században 21 jobbágytelke volt. 1787-ben 31 házában 350 lakos élt.
A 18. század végén Vályi András így ír róla: „VELBACH. Eilenbach. Német falu Szepes Várm. földes Ura Gr. Csáky Uraság, lakosai katolikusok, fekszik Vallendorfhoz 1/2 mértföldnyire; legelője szoros, réttyei néhol soványak, földgyének két része jó, fája van mind a’ kétféle, piatza Olasziban, és Várallyán”.
1828-ban 63 háza és 458 lakosa volt, akik főként mezőgazdaságból éltek.
Fényes Elek 1851-ben kiadott geográfiai szótárában így ír a faluról: „Wellbach, Szepes v. tót falu, Olaszihoz nyugotra 1/2 órányira: 423 kath. lak. Kath. paroch. templom. F. u. gr. Csáky”.
Mai magyar nevét egykori birtokosáról, gróf Csáky Ágostról kapta. A trianoni diktátumig Szepes vármegye Szepesváraljai járásához tartozott, ezután a csehszlovák állam része lett.
A háború után lakói a Csáky nagybirtokon dolgoztak, a nők szövéssel foglalkoztak. A falu 1945-ig volt a Csáky család birtoka.

## Népessége
| Év:            | 1994. | 2004.    | 2014.    | 2024.    |
| -------------- | ----- | -------- | -------- | -------- |
| Emberek száma: | 2160  | 2734     | 3329     | 4052     |
| Eltérés:       |       | +26,57 % | +21,76 % | +21,71 % |

| Év:            | 2023. | 2024.   |
| -------------- | ----- | ------- |
| Emberek száma: | 3997  | 4052    |
| Eltérés:       |       | +1,37 % |

1910-ben 629, túlnyomórészt szlovák lakosa volt.
2001-ben 2523 lakosából 2289 szlovák és 222 cigány volt.
2011-ben 3188 lakosából 1551 szlovák és 1528 cigány volt.
2021-ben 3824 lakosából 3454 (+24) szlovák, 126 (+2948) cigány, 1 magyar, (+1) ruszin, 1 (+2) egyéb és 242 ismeretlen nemzetiségű volt.

## Nevezetességei
- Neoklasszicista kastélya 1860-ban épült, később újjáépítették.
- Szent Péter és Pál apostoloknak szentelt, római katolikus temploma 1779 és 1784 között épült klasszicista stílusban, a korábbi templom helyén.